# Планктон

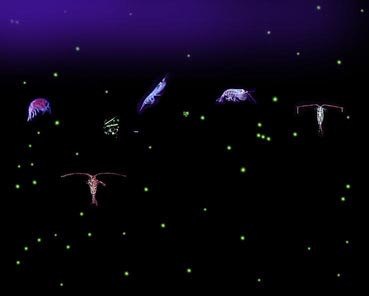
Фотомонтаж, планктонні організми

Планкто́н (грец. πλανκτον — блукаючий), сукупність дрібних організмів, що живуть у товщі води у завислому стані та не можуть активно протистояти перенесенню течією.

## Загальні відомості

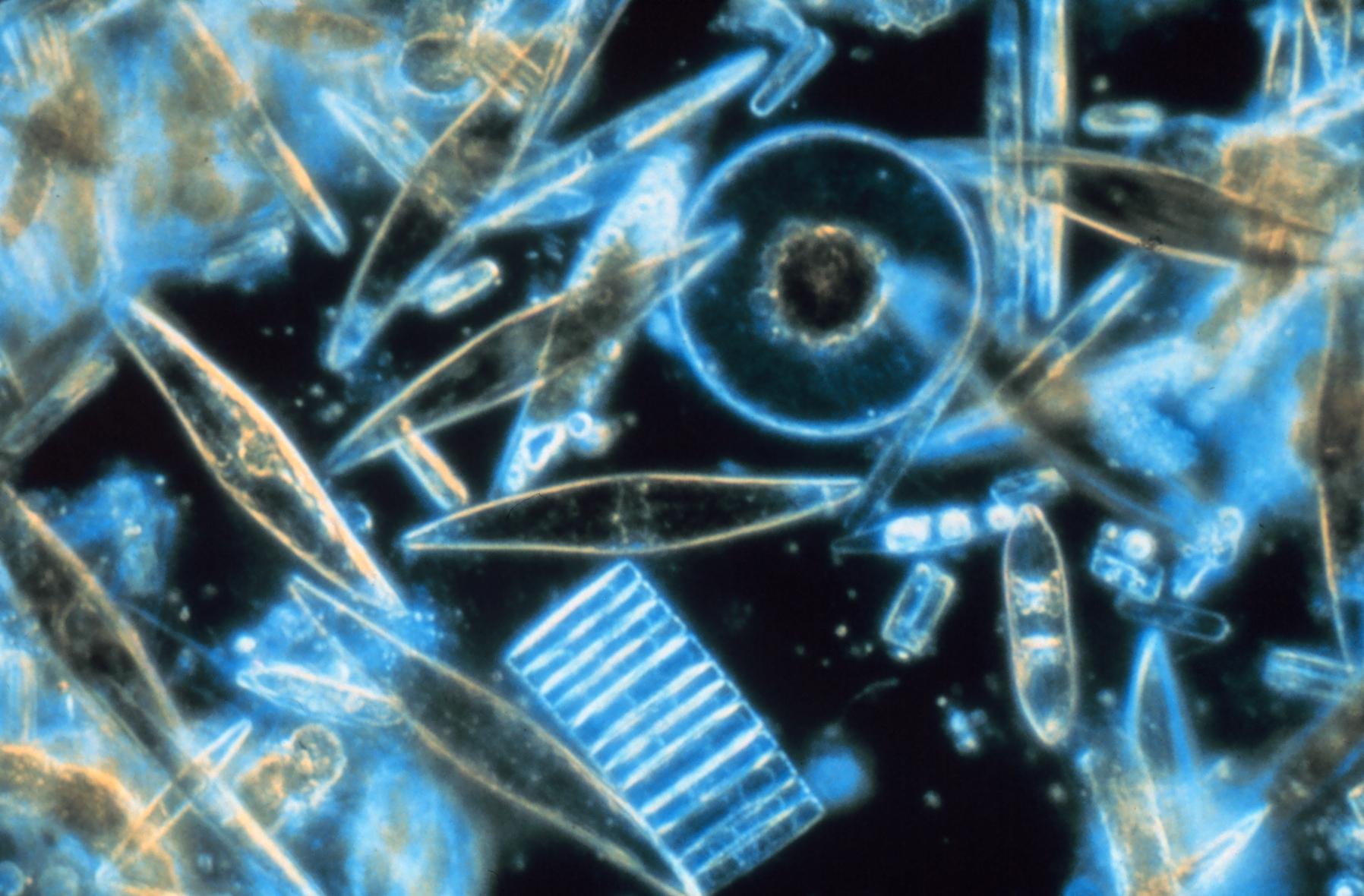
Деякі морські діатомові водорості під мікроскопом — ключова група фітопланктону

Планктон складається з різних видів бактерій (бактеріопланктон), деяких водоростей (фітопланктон), найпростіших, молюсків, ракоподібних, личинок риб та багатьох безхребетних (зоопланктон). Слугує безпосередньо або через трофічні ланцюги їжею для інших тварин, які живуть у водоймі. Продуктивність планктону залежить від комплексу різних факторів, як-от світловий, температурний, хімічний режим, а також від антропогенного впливу.
Планктонні організми трапляються на всіх глибинах, що пов'язано з рухом водних мас, водночас їх найбільше біля поверхні води.
Вперше термін було запропоновано німецьким фізіологом В. Гензеном у 1887 році.

## Класифікація планктону

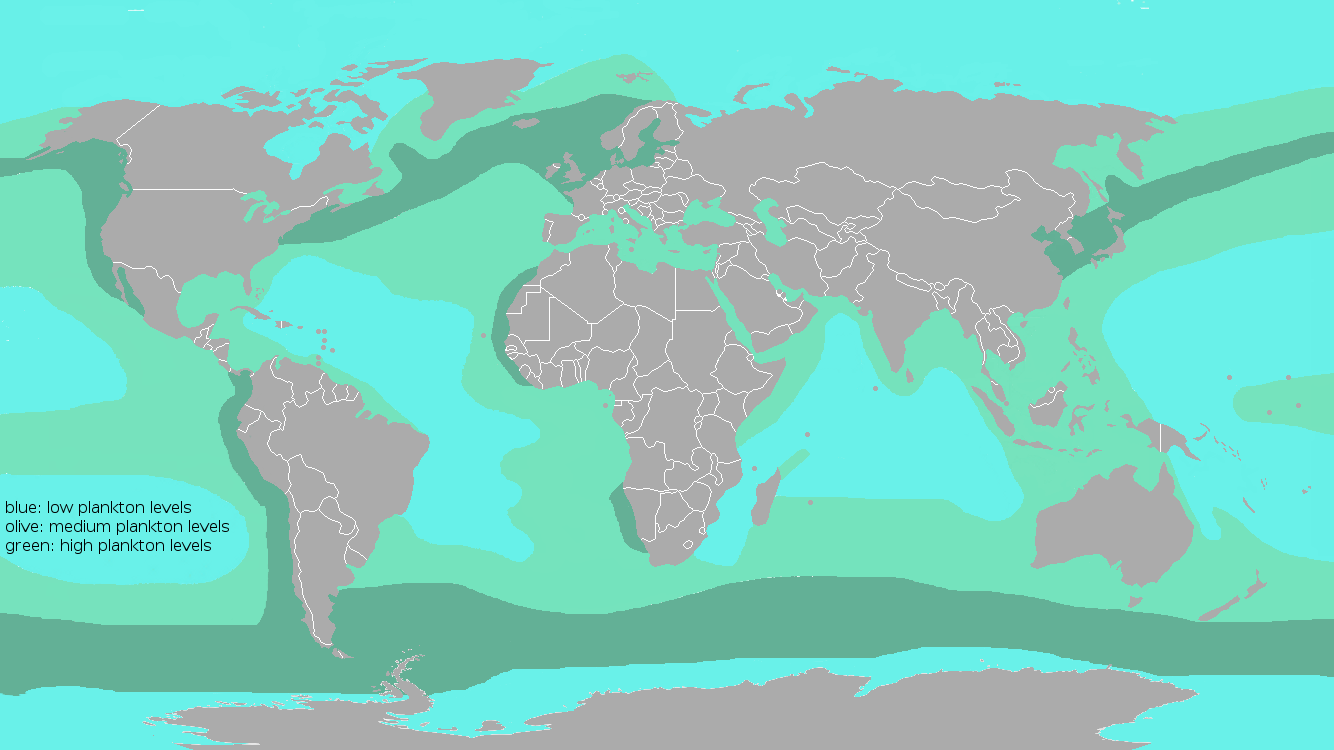
Поширення планктону на планеті

Існує декілька класифікацій планктону. Нижче подані найбільш розповсюджені.
Враховуючи ступінь залежності від водного середовища планктон підрозділяється на:
- Голопланктон — весь життєвий цикл проводить у формі планктону
- Меропланктон — існуючі у планктоні види проводять там лише частину циклу розвитку, наприклад, морські черв'яки, риби.

Залежно від розміру планктон поділяють на:
- мегапланктон (0,2—2 м) — медузи
- макропланктон (0,02—0,20 м) — креветки, мізиди та інші крупні тварини;
- мезопланктон (0,0002—0,02 м) — веслоногі та інші ракоподібні;
- мікропланктон (20—200 мкм) — більшість водоростей, найпростіші, коловертки;
- нанопланктон (2—20 мкм)— деякі бактерії та дрібні одноклітинні водорості;
- пікопланктон (0,2—2 мкм) — бактерії, дрібні одноклітинні водорості.
- фемтопланктон (< 0,2 мкм) — віруси.

Як зазначалося вище, більшість планктонних організмів (планктонерів, або планктонтів) здатні до самостійного активного пересування, однак не можуть протистояти течіям, тому планктонні організми пересуваються разом із водними масами. Подібне твердження в цілому є правильним, проте недостатньо точне: у спокійній воді планктонти можуть активно рухатись у певному напрямку. Тому для розмежування порівнюваних життєвих форм використовується число Рейнольдса (Константинов, 1986).
Планктонні організми зустрічаються на будь-якій глибині, але найбагатші ними приповерхневі, добре освітлені шари води, де вони утворюють плавучі «кормові угіддя» для інших тварин, що мають більші розміри. Завдяки адаптаціям до ширяння та активного руху, планктонти містяться безпосередньо у товщі води. Фотосинтезуючі планктонні організми мають потребу в сонячному світлі і населяють поверхневі води, в основному до глибини 50—100 м — так звана евфотична зона. Бактерії та зоопланктон населяють всю товщу вод до максимальних глибин. Морський фітопланктон складається переважно з діатомових водоростей, динофітових та кокколітофорид; у прісних водах — з діатомових, синьо-зелених і деяких зелених водоростей. У прісноводому зоопланктоні найчисленніші веслоногі та гіллястовусі рачки та коловертки; в морському домінують ракоподібні (головним чином веслоногі, а також мізиди, евфазієві, креветки та ін.), Численні найпростіші (радіолярії, форамініфери, інфузорії тінтінніди), кишковопорожнинні (медузи, сифонофори, бокоплави), крилоногі молюски, покривники (апендикулярії, сальпи, піросоми), яйця та личинки риб, личинки різних безхребетних, у тому числі багатьох донних видів. Видове різноманіття планктону найбільше у тропічних водах океану, де існують сприятливі умови (освітлення, евтрофність, температура) для більшості планктонтів.
Також виділяють особливий тип планктону — кріопланктон. До нього відносять організми, що мешкають у талій воді у тріщинах льоду та на снігу. Вдень вони активно вегетують під сонцем, а вночі вмерзають у лід (наприклад, зелена водорість Chlamydomonas nivalis (F. Bauer) N. Wille).
В атмосфері існує аеропланктон — завислі в повітрі мікроорганізми (бактерії, деякі водорості, їх спори, цисти інфузорій, гриби, пилок вищих рослин та ін.), які переміщаються з потоками повітря.

## Використання людиною
Планктонні організми широко використовуються людиною. Оскільки від продуктивності планктону залежить продуктивність водойми в цілому, цей взаємозв'язок використовують рибні господарства, штучно підвищуючи евтрофність водойми. За видовим складом угруповання планктону складені методики визначення та моніторингу якості води.